# Leptothecata
Ordre
Synonymes
- Conica
- Leptomedusae
- Proboscoida
- Thecaphora
- Thecata

Les Leptothecata ou Leptomedusae forment un ordre de cnidaires hydrozoaires.
Comme beaucoup de cnidaires, ces animaux alternent entre un stade méduse et un stade polype (ici sous forme de colonies ressemblant à des plumes urticantes), l'un ou l'autre de ces stades pouvant être privilégié suivant les espèces. 

Les polypes (ou hydranthes) sont englobées dans une capsule (ou hydrothèque). Les méduses sont généralement aplaties, portant des statocytes et leurs gonades sont situées sur les canaux radiaires.

## Liste des familles
Selon World Register of Marine Species (18 novembre 2015) :
- famille Aequoreidae Eschscholtz, 1829
- famille Aglaopheniidae Marktanner-Turneretscher, 1890
- famille Barcinidae Gili, Bouillon, Pagès, Palanques & Puig, 1999
- famille Blackfordiidae Bouillon, 1984
- famille Bonneviellidae Broch, 1909
- famille Campanulariidae Johnston, 1836
- famille Campanulinidae Hincks, 1868
- famille Cirrholoveniidae Bouillon, 1984
- famille Clathrozoidae Stechow, 1921
- famille Dipleurosomatidae Boeck, 1866
- famille Eirenidae Haeckel, 1879
- famille Haleciidae Hincks, 1868
- famille Halopterididae Millard, 1962
- famille Hebellidae Fraser, 1912
- famille Kirchenpaueriidae Stechow, 1921
- famille Lafoeidae Hincks, 1868
- famille Laodiceidae Agassiz, 1862
- famille Lineolariidae Allman, 1864
- famille Lovenellidae Russell, 1953
- famille Malagazziidae Bouillon, 1984
- famille Melicertidae Agassiz, 1862
- famille Mitrocomidae Haeckel, 1879
- famille Octocannoididae Bouillon, Boero & Seghers, 1991
- famille Orchistomatidae Bouillon, 1984
- famille Palaequoreidae Adler & Roeper, 2012 †
- famille Phialellidae Russell, 1953
- famille Phialuciidae Kramp, 1955
- famille Plumulariidae Agassiz, 1862
- famille Sertulariidae Lamouroux, 1812
- famille Staurothecidae Maronna et al., 2016
- famille Sugiuridae Bouillon, 1984
- famille Syntheciidae Marktanner-Turneretscher, 1890
- famille Teclaiidae Bouillon, Pagès, Gili, Palanques, Puig & Heussner, 2000
- famille Thyroscyphidae Stechow, 1920
- famille Tiarannidae Russell, 1940
- famille Tiaropsidae Boero, Bouillon & Danovaro, 1987
- Leptothecata incertae sedis

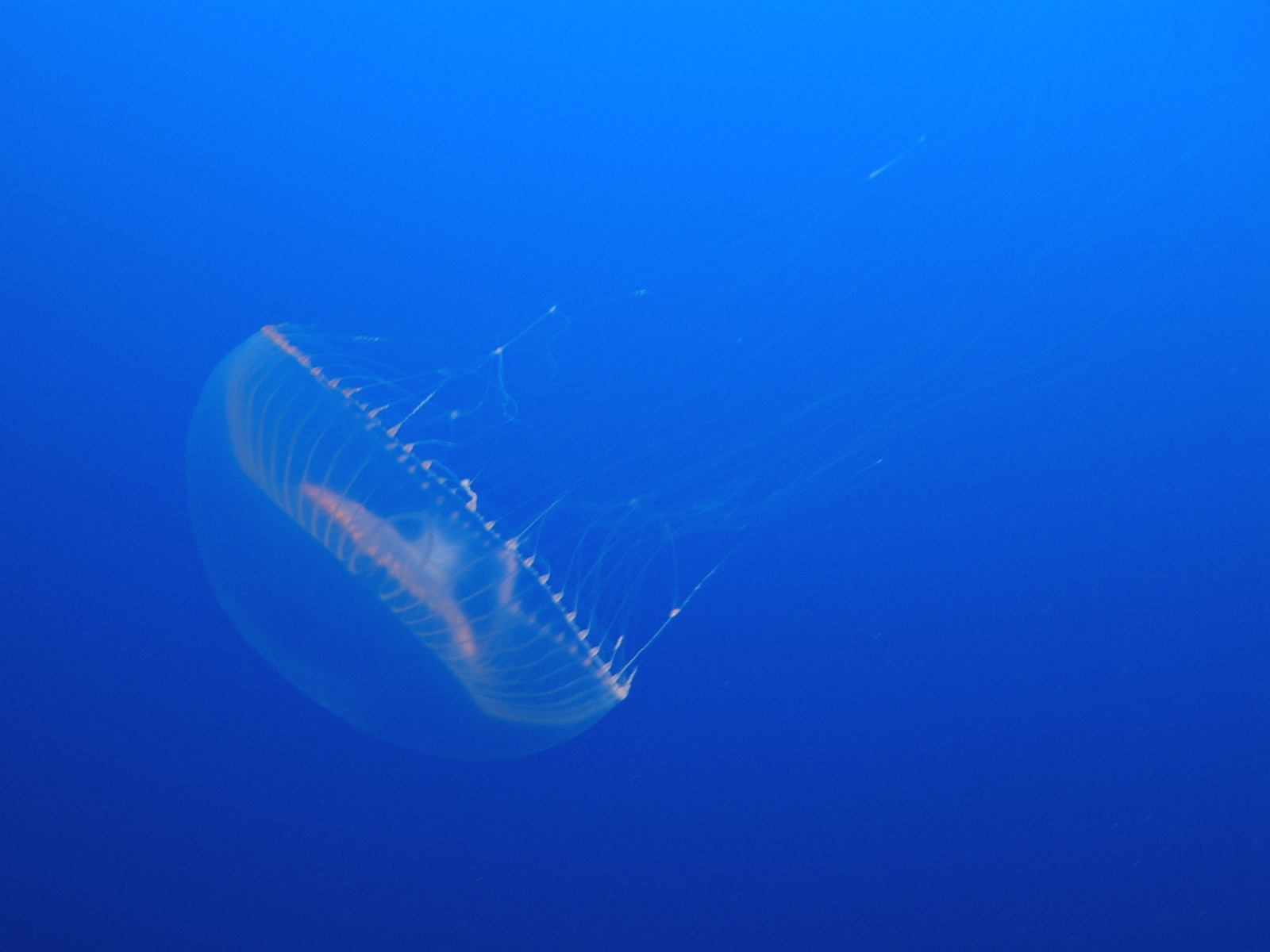
Aequorea victoria (Aequoreidae)
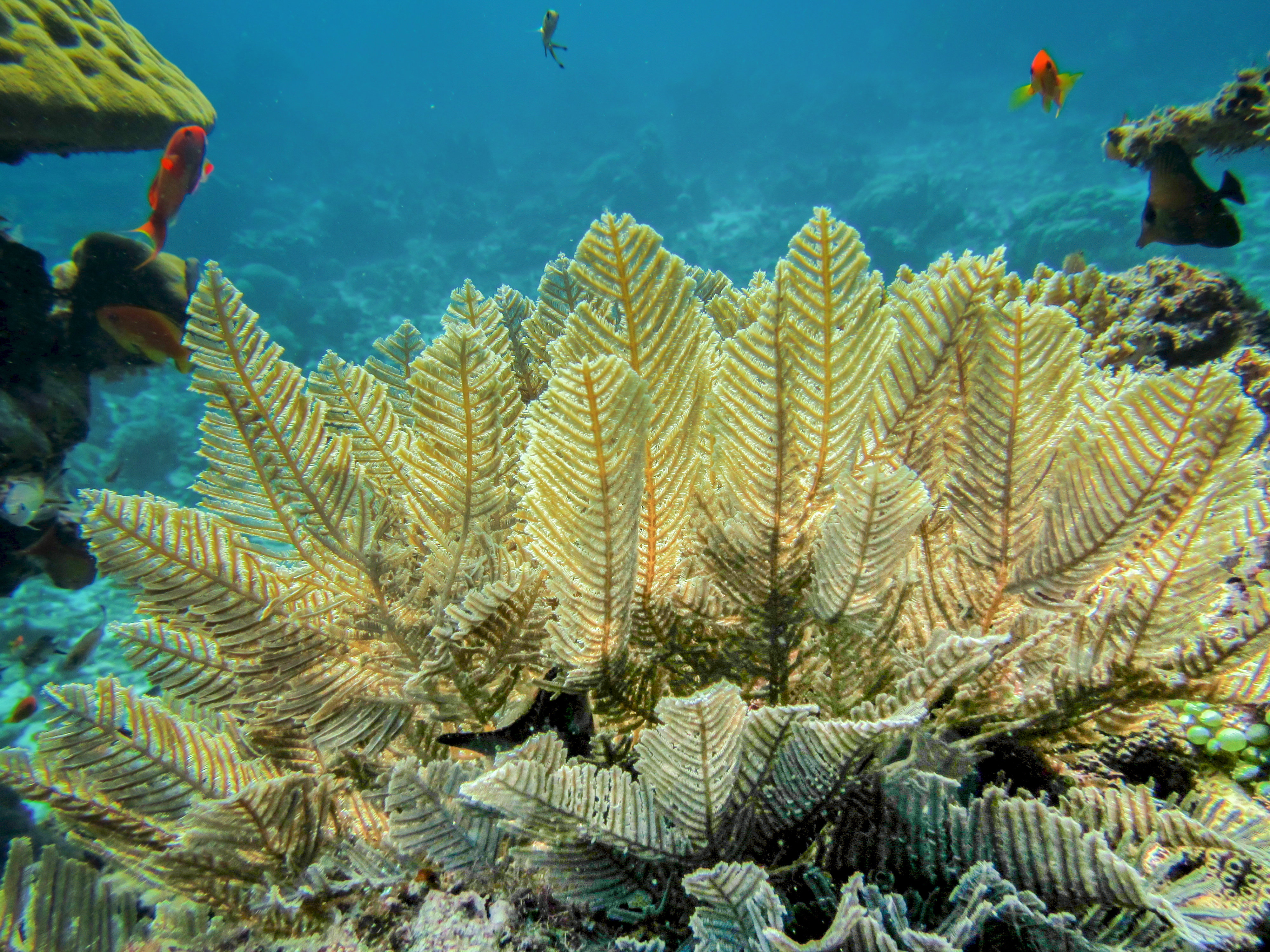
Pachyrhynchia cuppressina (Aglaopheniidae)
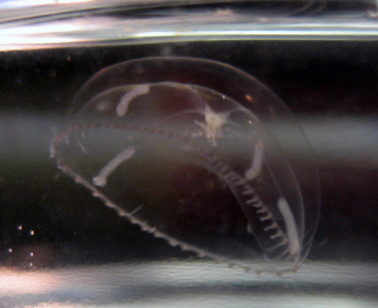
Clytia gregaria (Campanulariidae)
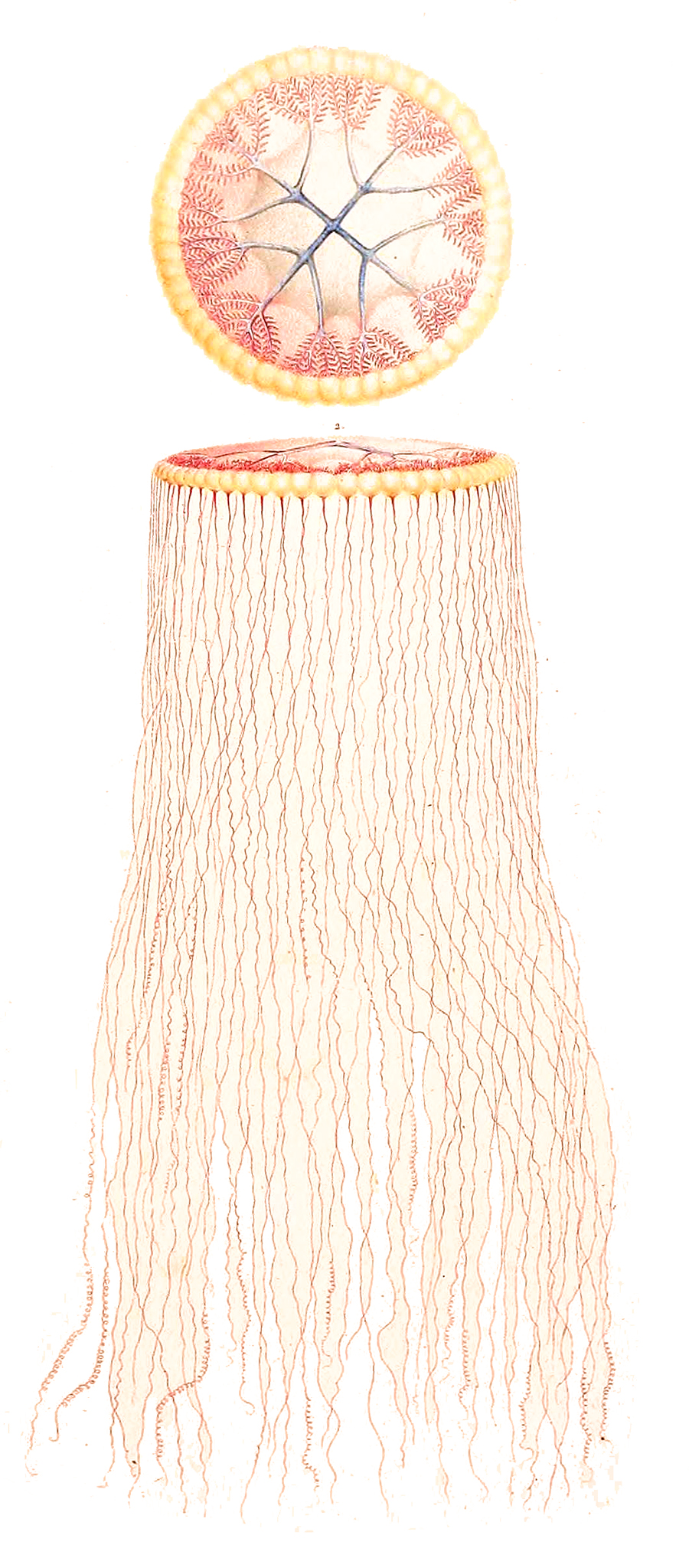
Cuvieria carisochroma (Dipleurosomatidae)
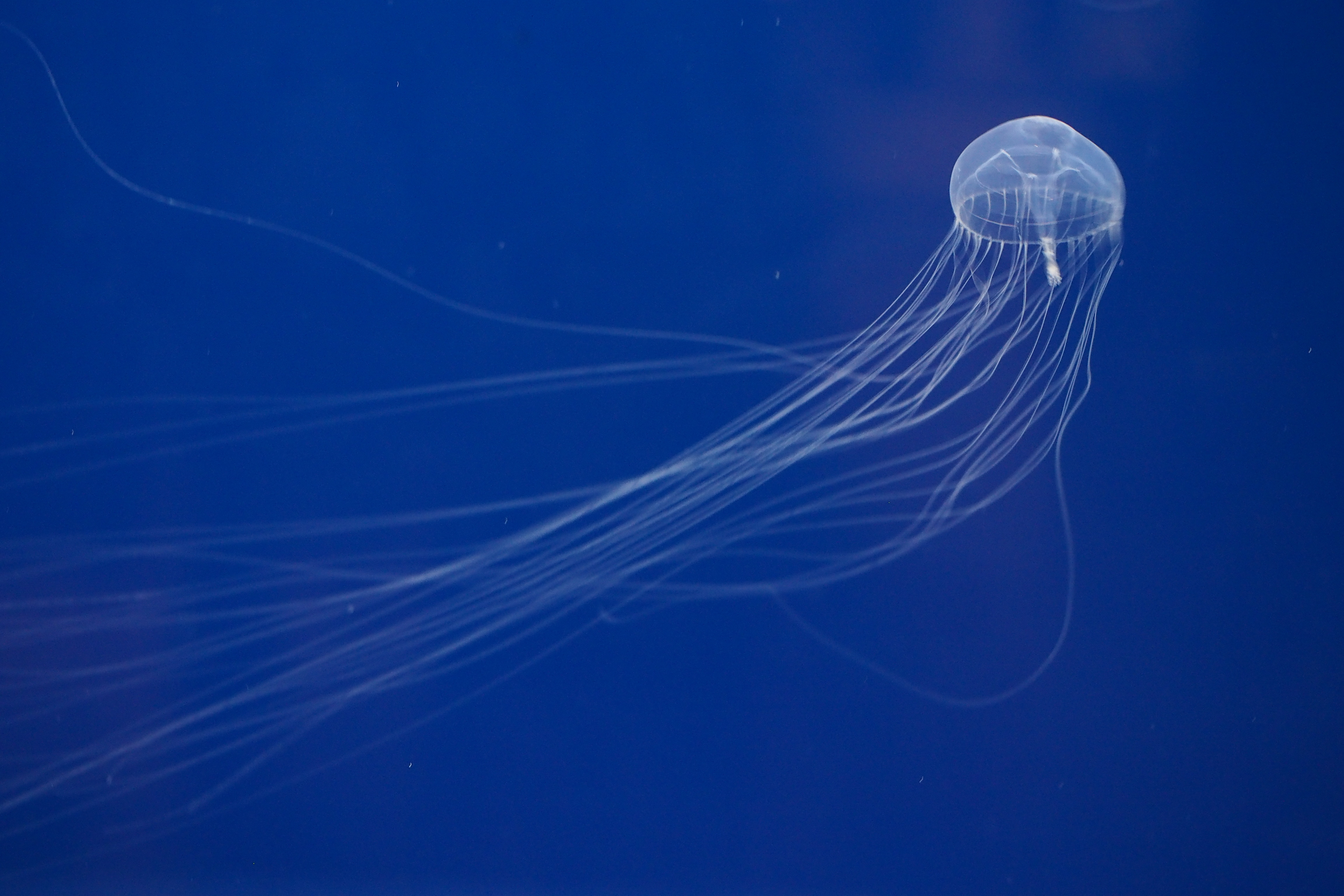
Tima formosa (Eirenidae)
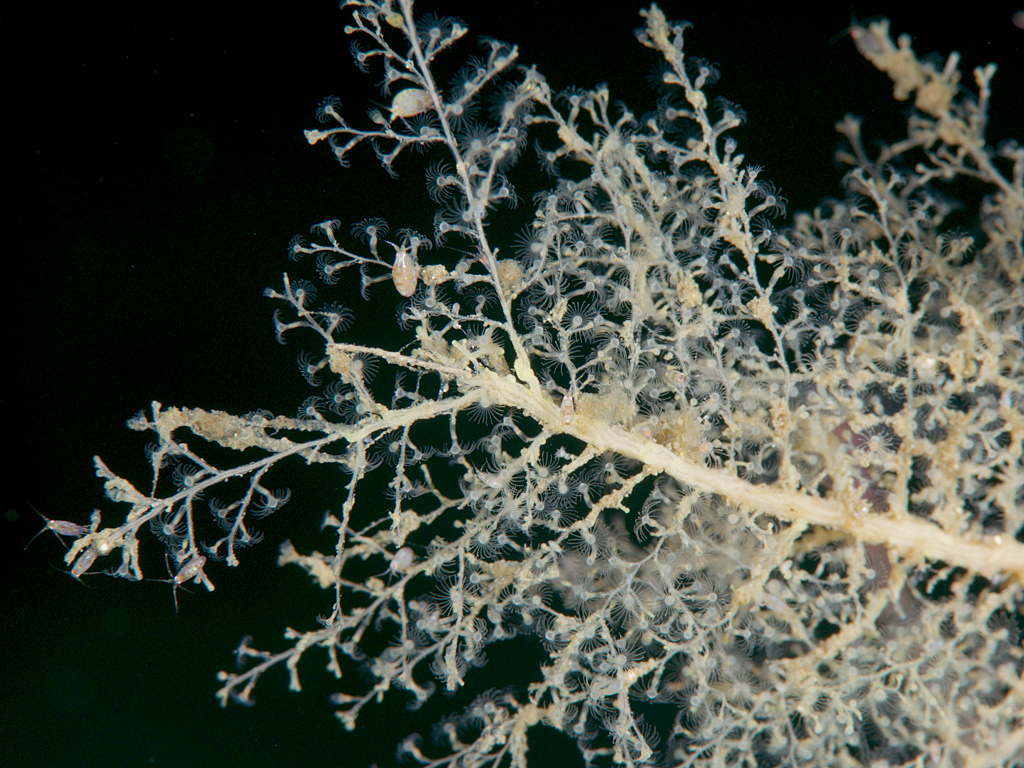
Halecium muricatum (Haleciidae)
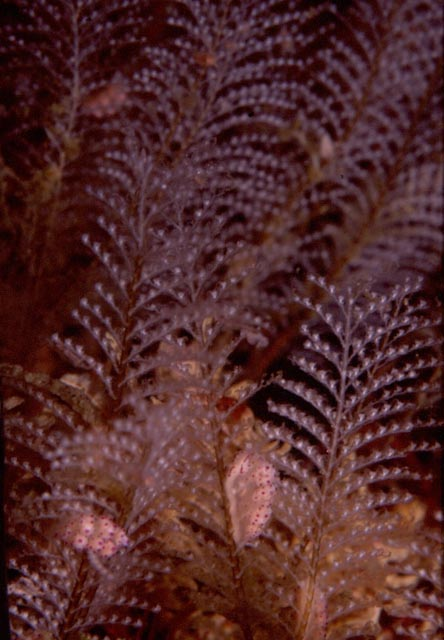
Gattya humilis (Halopterididae)
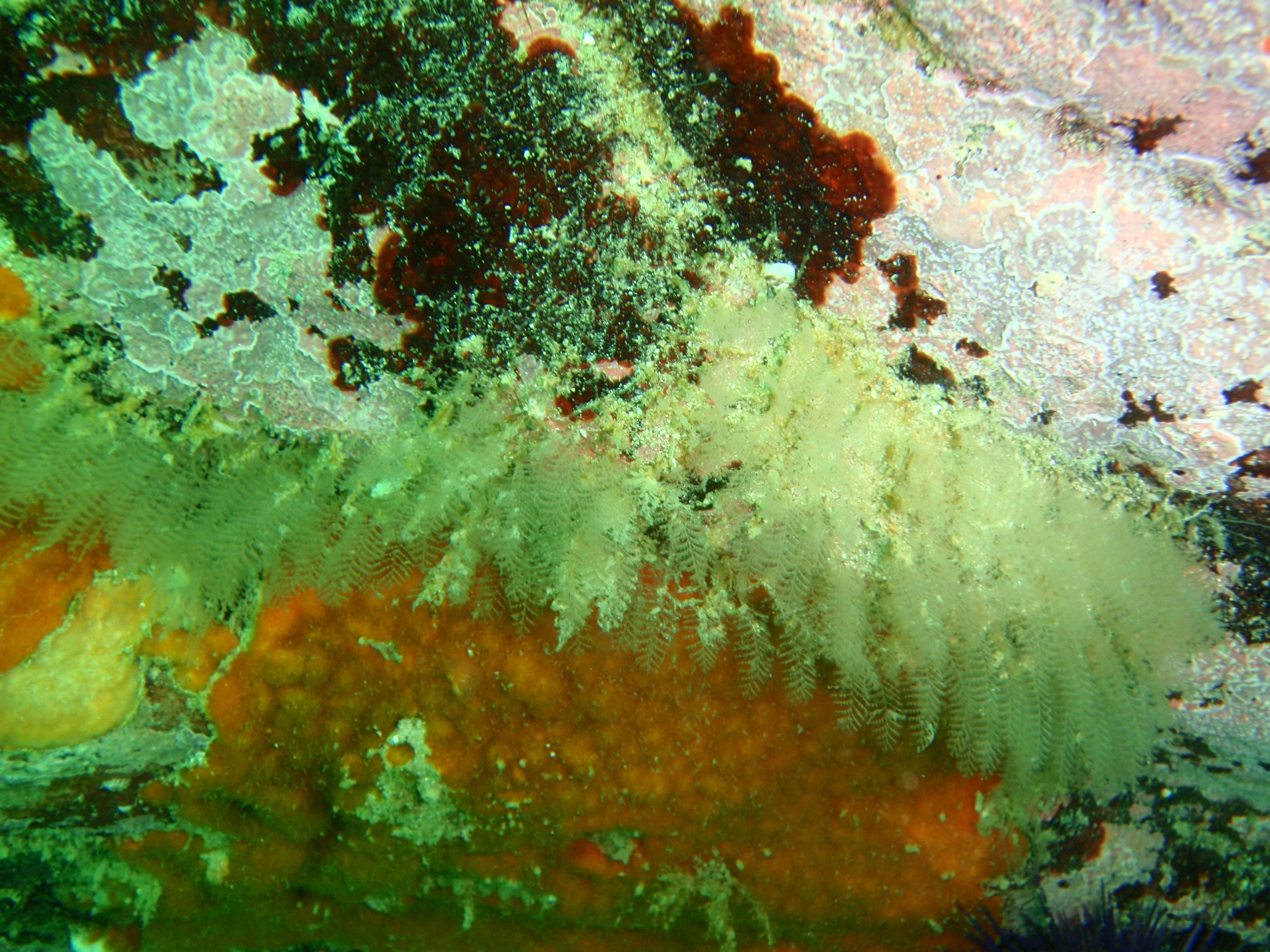
Pycnotheca mirabilis (Kirchenpaueriidae)
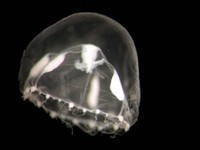
Phialella zappai (Phialellidae)
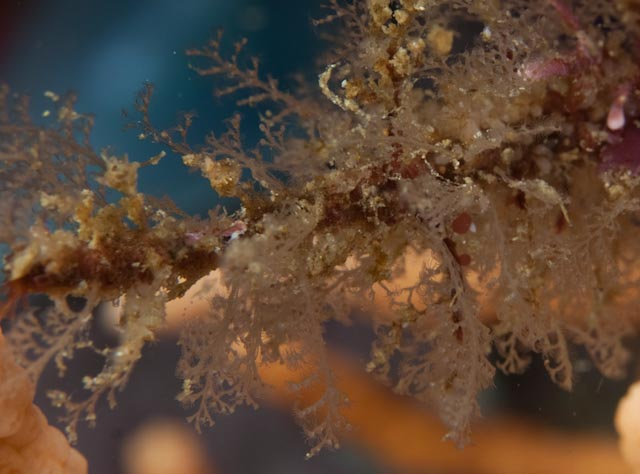
Plumularia setacea (Plumulariidae)
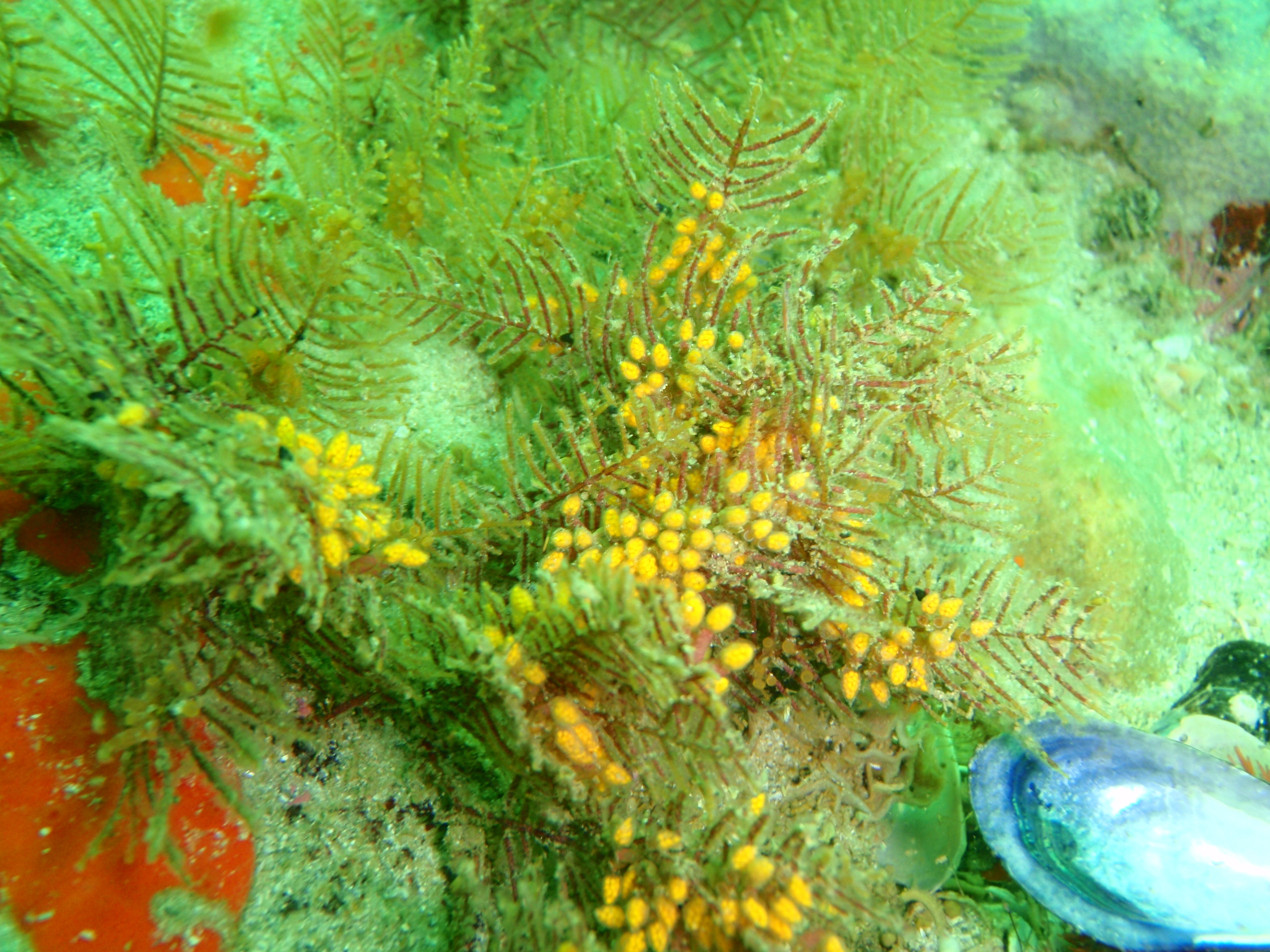
Thuiaria articulata (Sertulariidae)